# 筋線維束性攣縮
筋線維束性攣縮（きんせんいそくせいれんしゅく、英語:Fasciculation）は、小さく、かつ局所的な、皮膚下に観察することが可能な不随意な筋肉の収縮及び弛緩運動である。より深層の部位は筋電図検査(針筋電図検査及び末梢神経伝導速度検査)によって検出できるが、全身のどの骨格筋でも発生する可能性がある。筋線維束性攣縮は、単一運動単位内のすべての骨格筋線維の同時収縮につながる下位運動ニューロンの自発的な脱分極の結果として発生する。通常起こる自発的な脱分極としては、例えば、心臓の鼓動を引き起こす、絶え間なく続く心筋の収縮がある。
一般的には、関連する筋肉を随意に動かすと筋線維束性攣縮はすぐに止まるものの、筋肉が再び安静下に戻ると、再開することがある。
筋線維束性攣縮には様々な原因があり、その大部分は良性であるが、運動ニューロン疾患を原因とする場合もある。筋線維束攣縮はほぼすべての健常者に起こるが、ほとんどの場合、運動ニューロン疾患によって引き起こされていることは非常にまれである。
場合によっては、筋線維束性攣縮の存在により、QOLを低下させる可能性がある。一方で、神経学的検査に異常がなく、筋電図検査で重篤な神経疾患を疑わせる追加的な異常所見が認められない場合に、通常、良性線維束症候群の診断が下される。

## リスク因子

### 病理
- アイザックス症候群
- 下記のような下位運動ニューロン疾患：
  - 急性灰白髄炎
  - 筋萎縮性側索硬化症（ALS）
  - 脊髄性筋萎縮症（SMA）
  - 球脊髄性筋萎縮症（SBMA）
- アセチルコリンエステラーゼ阻害剤：
  - 重症筋無力症の治療薬には、アセチルコリンエステラーゼ阻害薬が含まれている。
  - 有機リン中毒（殺虫剤など）
- ベンゾジアゼピン離脱症状（向精神薬の類。最も有名な例はジアゼパム）
- マグネシウム欠乏症
- 狂犬病

### その他
良性の筋線維束性攣縮の危険因子には、長期間にわたって抗コリン薬を服用することがある。特に、これらには、抗ヒスタミン剤および鎮静剤として使用されるジフェンヒドラミン（製品名:Bebadryl、Dimedrol、Daedalonやドリエル）や、吐き気や乗り物酔いに使用されるジメンヒドリナート（製品名:Dramamine、Driminate、Gravol、Gravamin、Vomex、およびVertirosan）などのエタノールアミンが含まれる。良性筋線維束性攣縮症(BFS)の患者は、そのような薬を服用した直後に感覚異常（特にしびれ）を経験する場合がある。薬の服用期間が長くなるにつれて、筋線維束性攣縮の症状が発現する。
興奮剤は直接的に筋線維束性攣縮を引き起こすが、これらにはカフェイン、プソイドエフェドリン（スダフェド）、アンフェタミン、および喘息に対する気管支拡張薬サルブタモール（製品名:プロベンティル、コンビベント、ベントリン）などが含まれる。また、注意欠陥多動性障害（ADHD）を治療するために使用される薬物にもしばしば興奮剤が含まれており、良性の筋線維束性攣縮の一般的な原因である。一方で喘息とADHDは筋線維束性攣縮自体よりもより深刻であるため、医師または薬剤師への相談の後、患者はこの副作用に耐える必要性がある場合がある。
筋弛緩薬の一種の脱分極性神経筋遮断薬であるスキサメトニウム（サクシニルコリン）も、筋線維束攣縮を引き起こす。これは薬剤を投与した際の一般的な副作用であり、スキサメトニウムの投与前に非脱分極性神経筋遮断薬を少量、多くの場合、導入量の10％を投与することで予防できる。
また、たとえカフェインなどの薬が筋線維束攣縮を引き起こす場合でも、それは必ずしも唯一の原因であることを意味しない。例えば、マグネシウムの欠乏がごぐわずかであれば筋線維束性攣縮を生じさせるには至らないが、カフェインもそこに加わると、2つの要因により条件を十分に満たすことがあり得る。

## 治療
マグネシウムの摂取が不十分な場合、とりわけ重度の下痢によりマグネシウムが失われた際に、筋線維束性攣縮を引き起こす可能性がある。 過度の運動と大量のアルコール摂取もマグネシウムを喪失する危険因子である。成人人口の70〜80％は推奨される1日に必要なマグネシウムを摂取できていないため、不十分な摂取も一般的な原因の可能性がある。対策としては、ナッツ（特にアーモンド）、バナナ、ほうれん草などマグネシウムを豊富に含む食物を摂取し、マグネシウムの摂取量を増加させることがある。マグネシウムサプリメントや、医薬品のマグネシウム製剤でも代替できる。ただし、マグネシウムが多すぎると下痢を引き起こし、脱水症や栄養損失を引き起こす可能性がある（マグネシウム自体もその中に含まれるため、摂取量より喪失量が上回ってしまうことにつながる）。下剤としてよく知られているが（マグネシアミルク）、キレート化マグネシウムはこの事象を大いに減らすことができる。
筋線維束性攣縮は、無意識な筋緊張のような、持続的なストレスの後の休息期間中にもしばしば起こる。したがって、ストレスと不安を軽減することも有用な治療法である。
ALS患者の筋線維束性攣縮に対する、効果が実証されている治療法はない。ALS患者においては、筋線維束性攣縮の頻度はALSの罹患期間とは関係がなく、四肢の脱力および四肢萎縮の程度とは無関係である。筋線維束性攣縮の頻度のみに基づいて、ALSの罹患期間を予測することはできない。